# クリストファー・モンクトン (第3代ブレンチリーのモンクトン子爵)
第3代ブレンチリーのモンクトン子爵クリストファー・モンクトン（英語: Christopher Monckton, 3rd Viscount Monckton of Brenchley、1952年1月14日）は、イギリスのジャーナリスト、政治家。イギリス独立党所属。
数学パズル「エタニティ」の発明者。
ケンブリッジ大学チャーチル・カレッジ卒。カーディフ大学でも学位を取得し、ジャーナリズムの学位を取得している。
地球温暖化には懐疑的である。